# Phomopsis phoenicicola
Phomopsis phoenicicola är en svampart som beskrevs av Traverso & Spessa 1910. Phomopsis phoenicicola ingår i släktet Phomopsis och familjen Diaporthaceae.   Inga underarter finns listade i Catalogue of Life.